# Simply

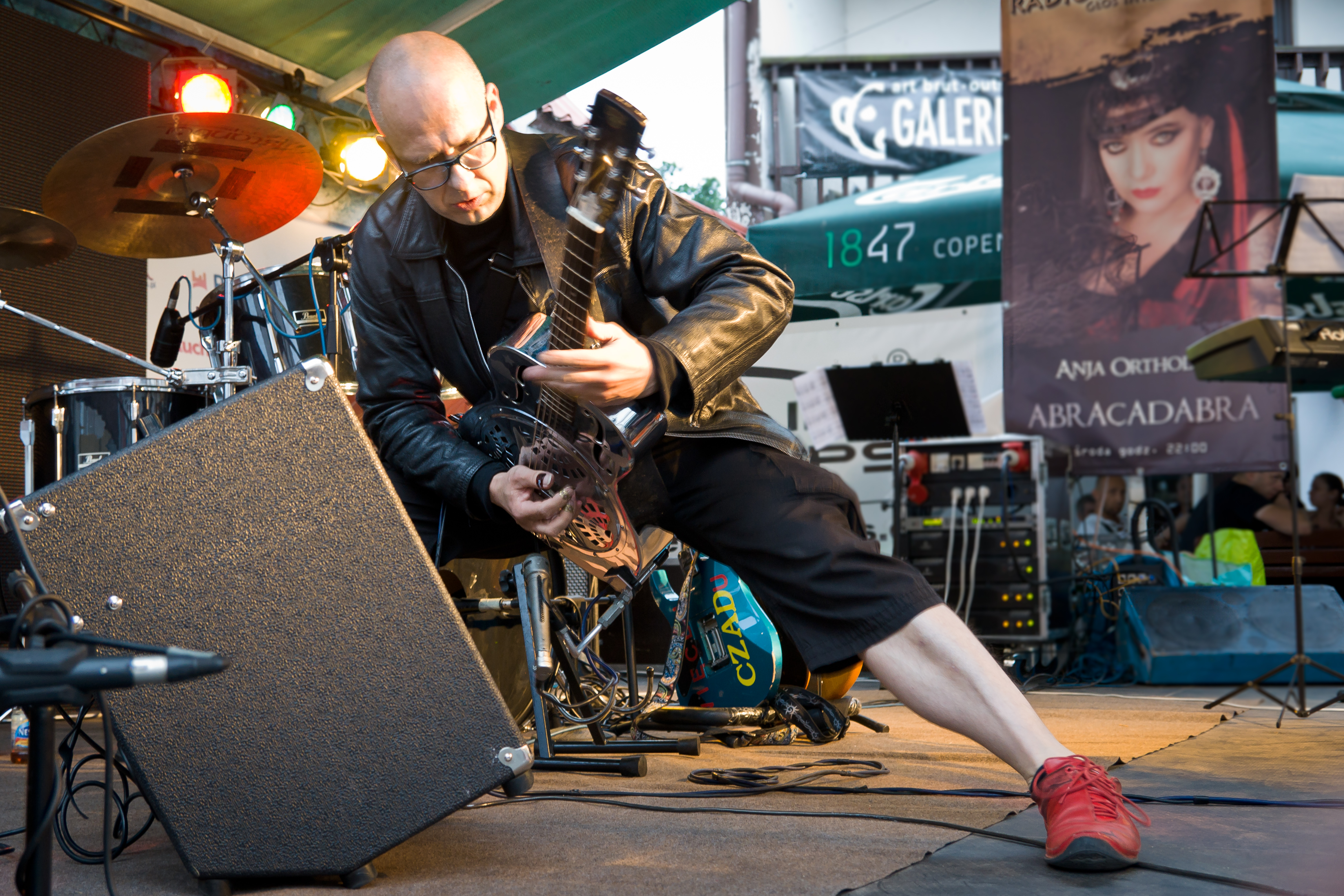
Roman Puchowski podczas koncertu, 2012

Simply – solowy album Romka Puchowskiego, wydany w 2006 roku (zob. 2006 w muzyce). Płyta została zarejestrowana w Starej Kanarkarni w Tczewie podczas nocnych sesji w dniach 1-2.02.2006 oraz 21.04.2006 (utwór numer 14). Wszystkie utwory nagrano na dwa ślady, na 100% w czasie rzeczywistym, bez dogrywania i bez edycji.

## Lista utworów
1. Barba
2. Come On In My Kitchen
3. Kindghearted Woman Blues
4. Make Me A Pallet On Your Floor
5. Stones In My Passway
6. West Indian Waltz
7. Preaching Blues (Up Jumped The Devil)
8. Walking Down The Delta
9. The Rainbow
10. Motherless Children Have A Hard Time
11. Georgia On My Mind
12. Hesitation Blues
13. Walking Blues
14. Dark Was The Night And Cold Was The Ground (utwór dedykowany pamięci Mariana "Mańka" Stantejskiego)

## Skład
- Romek Puchowski - śpiew, gitara akustyczna, dobro, slide